# Oxiren
Oxiren ist eine ungesättigte dreigliedrige cyclische Verbindung mit einem Sauerstoffatom und zählt zur Gruppe der Heterocyclen. Es leitet sich formal vom Cyclopropen ab, in welchem die Methylengruppe durch ein Sauerstoffatom ersetzt ist, oder vom Ethylenoxid (Oxiran), wobei die C-C-Einfachbindung durch eine C-C-Doppelbindung ersetzt wird. Es ist der formal einfachste Vertreter der Oxirene, dessen Darstellung in freier Form bislang noch nicht nachgewiesen werden konnte.

Cyclopropen
Oxiren
Ethylenoxid (Oxiran)